# Jogos Mundiais de 2025
Os Jogos Mundiais de 2025 (em chinês:  2025年世界运动会), comumente conhecidos como Chengdu 2025, são a 12ª edição dos Jogos Mundiais, é um evento multidesportivo internacional previsto que seja realizado de 7 a 17 de agosto de 2025 em Chengdu, Sichuan, China. Este evento multidesportivo inclui desportos e modalidades desportivas que não são disputadas nos Jogos Olímpicos. 
Esta é a primeira edição a ser realizada sob as diretrizes estabelecidas pelo documento estratégico "Growth Beyond Excellence", a terceira edição a ser realizada na Ásia, e a primeira vez que o país sedia os Jogos Mundiais.

## Processo de licitação
Luo Qiang, prefeito de Chengdu, assinou o Acordo Organizador do TWG 2025, tendo como testemunha o vice-presidente do COI e o Comitê Olímpico Chinês. O presidente José Perurena assinou em nome da Associação Internacional de Jogos Mundiais (IWGA).